# Filiz Nur Aydın
Filiz Nur Aydın es una deportista turca que compitió en taekwondo. Ganó una medalla de bronce en el Campeonato Mundial de Taekwondo de 1999 en la categoría de –72 kg.

## Palmarés internacional
| Campeonato Mundial | Campeonato Mundial | Campeonato Mundial | Campeonato Mundial |
| Año                | Lugar              | Medalla            | Categoría          |
| ------------------ | ------------------ | ------------------ | ------------------ |
| 1999               | Edmonton (Canadá)  | Medalla de bronce  | –72 kg             |